# Upplands runinskrifter 369
Upplands runinskrifter 369, överst på bilden, är ett försvunnet vikingatida runstensfragment som funnits i Helgåby, Skepptuna socken och Sigtuna kommun. Fragmentets höjd är ungefär 1 meter och dess största bredd cirka 0,7 meter. Inskriften på fragmentet ger inte någon språklig mening.

## Inskriften
Translitterering av runraden:
[...-niuifara ' umn... ...iʀ... ...lm... ...hmi...]
Normalisering till runsvenska:
... ... ... ... ...
Översättning till nusvenska:
...